# دوري جزر كوك لكرة القدم 1972
دوري جزر كوك لكرة القدم 1972 (بالإنجليزية: 1972 Cook Islands Round Cup)‏ هو موسم من دوري جزر كوك لكرة القدم. فاز فيه Titikaveka F.C. ‏.